# Juventud de las Colinas

Bandera del movimiento de colonos "Juventud de las Colinas".

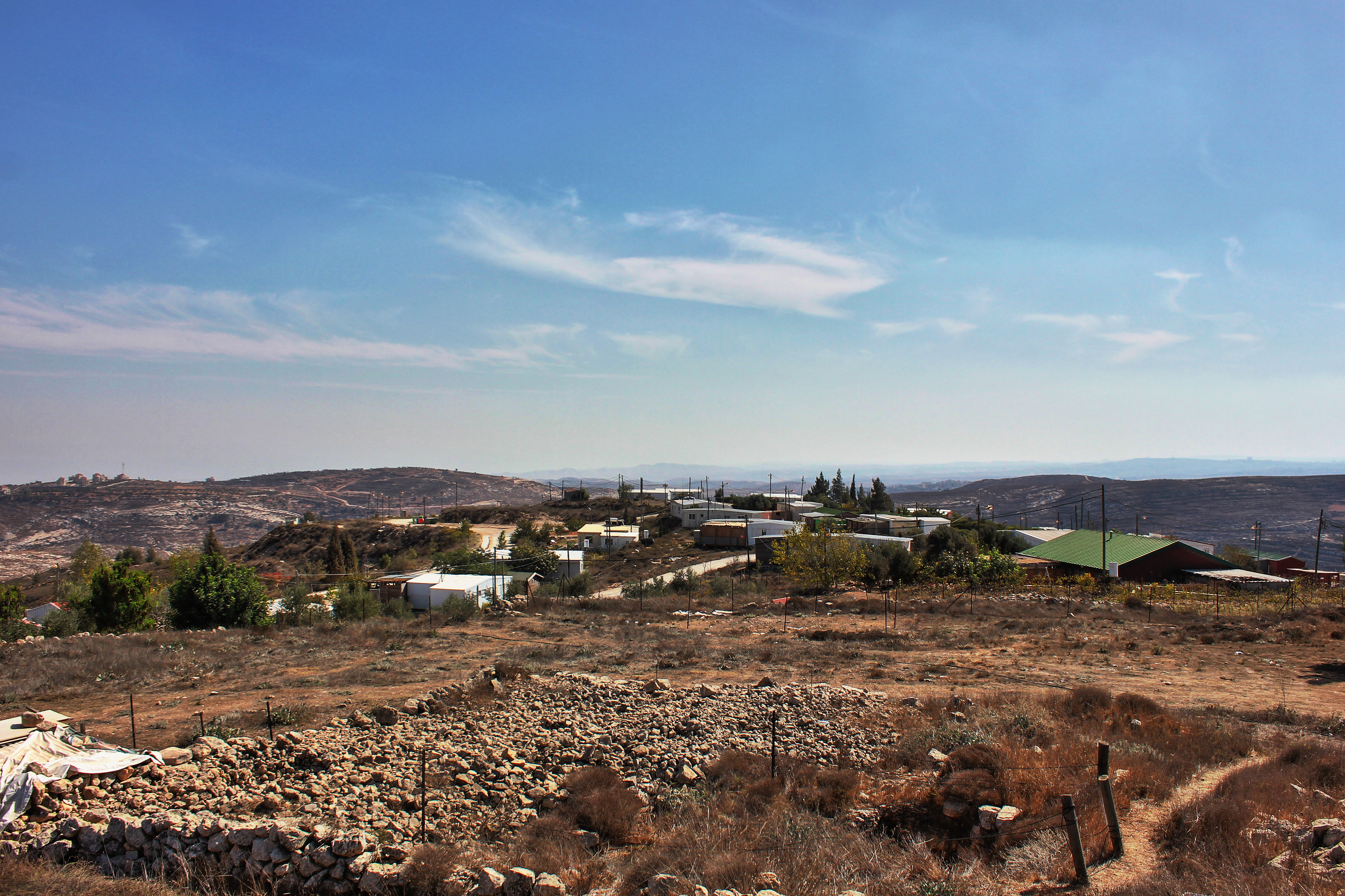
Puesto de avanzada ilegal israelí desmantelado en 2017.

La expresión Juventud de las Colinas (en hebreo: נוער הגבעות‎) hace referencia a un grupo extremista, religioso y nacionalista de jóvenes judíos que establecen asentamientos ilegales en Cisjordania, calificado de terrorista por el Shin Bet, el servicio de seguridad interior israelí. En la ideología de esta Juventud de las Colinas se incluye la creencia de que los palestinos están "violando la Tierra Santa" y que, por lo tanto, deben ser expulsados.
La Juventud de las Colinas ha sido el objetivo de sanciones de la Unión Europea, el Reino Unido, Australia y Estados Unidos. El Departamento de Estado de este último país explicó al imponer sus sanciones que «a través de actos violentos, la Juventud de las Colinas está desestabilizando Cisjordania activamente y dañando la paz y la seguridad tanto de palestinos como de israelíes. La Juventud de las Colinas ha devastado comunidades palestinas y ha llevado a cabo asesinatos, incendios premeditados masivos y otros ataques de los denominados de etiqueta de precios para imponer su venganza e intimidar a los civiles palestinos, y se ha enfrentado en repetidas ocasiones con el ejército israelí cuando trata de detener estas acciones».
Algunos autores, como Ami Pedahzur, afirman que su función a la hora de crear asentamientos ilegales no es el resultado de iniciativas individuales sino que responde a "un mito fomentado por el Consejo Yesha" (el consejo administrativo de los asentamientos israelíes en la Palestina ocupada) y, de hecho, forma parte de una más amplia estrategia del movimiento colonialista israelí. El término "Juventud de las Colinas" es, según Daniel Byman, una expresión errónea dado que el movimiento fue fundado mayoritariamente por veinteañeros casados.

## Orígenes
El 16 de noviembre de 1998, en lo que se consideró una declaración destinada a frustrar las conversaciones de paz y, en particular, la implementación del memorando de Wye River que su rival político Benjamin Netanyahu había firmado con la Autoridad Nacional Palestina, el entonces ministro de Defensa israelí, Ariel Sharon, instó a los jóvenes colonos a "tomar las cimas de las colinas" y agregó:
“Todo el que esté allí debería ir, debería correr, debería tomar más colinas, expandir el territorio. Todo lo que se tome quedará en nuestras manos. Todo lo que no tomemos quedará en las de ellos.” 
Muchos hicieron caso de su exhortación y comenzaron a proliferar los asentamientos ilegales, una práctica llamada comúnmente "crear hechos sobre el terreno", aunque muchos acabaron sintiéndose traicionados por Sharon en 2005, cuando el muro israelí de Cisjordania que él planeó separó muchas de estas comunidades ilegales del gran Israel que Sharon había planteado en aquel momento. El desalojo posterior de las colonias israelíes en la Franja de Gaza también sería calificado de traición por parte del movimiento.
También influyó el ejemplo dado por colonos como Netanel Ozeri, que sacó a su familia de la seguridad del asentamiento de Kiryat Arba para construir un puesto de avanzada, la Colina 26, en terreno propiedad de ciudadanos palestinos. Unos milicianos palestinos mataron a tiros a Ozeri tiempo después.

## Influencias
Según el experto en terrorismo Ami Pedahzur, ideológicamente hablando, la Juventud de las Colinas defiende una cosmovisión kahanista que favorece "la expulsión, la venganza y la aniquilación de los goyim que representan una amenaza para Am Israel".
Los Jóvenes de las Colinas están influidos por ideales religiosos sionistas que incluyen la construcción y el cultivo de la tierra, además de la dedicación de parte de su tiempo al estudio de la Torá. Muchos de ellos han estudiado en la yeshivá Od Yosef Chai con el rabino jasídico de Jabad-Lubavitch Yitzchak Ginsburgh, quien desarrolló una ideología basada en una metáfora que compara a Israel con una "nuez" que tiene que romperse para que el fruto salga. Además de basar sus ideales en las enseñanzas religiosas de rabinos prominentes como Avraham Yitzchak Kook y Shmuel Tal, algunos consideran a Avri Ran como líder espiritual o "padre" del movimiento, aunque él no se ve a sí mismo como tal. La filosofía de algunos jóvenes del movimiento se expresa en una mezcla de desconfianza hacia el gobierno israelí y un deseo de restablecer el antiguo Reino de Israel.

## Características
Los Jóvenes de las Colinas son un "grupo vagamente organizado y de mentalidad anárquica", de varios cientos de jóvenes en torno a un núcleo duro con decenas de activistas violentos, a menudo conocidos por establecer puestos de avanzada ilegales fuera de los asentamientos ya existentes. Según Danny Rubinstein, se distribuyen en milicias privadas. Su número en 2009 se estimaba en unos 800, a los que se podrían sumar aproximadamente 5000 que comparten su perspectiva ideológica. Se han desvinculado por completo de las instituciones israelíes y se identifican con la Tierra de Israel. Por lo general, se asientan en las cimas de las colinas en áreas densamente pobladas por palestinos. Los miembros vinculados a este grupo han sido acusados de participar en la violencia de los colonos israelíes, incluido el vandalismo contra las escuelasy mezquitas palestinas, el robo de ovejas de los rebaños palestinos y la destrucción de sus centenarios olivares, así como el robo de sus cosechas de aceitunas. Esta última práctica ha sido defendida por el rabino Mordejai Eliyahu en una visita a un puesto de avanzada en la cima de una colina, Havat Gilad, donde emitió un dictamen rabínico que decía: "La tierra en la que se plantan los árboles es la herencia del pueblo judío, así como el fruto de las plantas sembradas por los goyim en tierra que no es de ellos". Otros consideran que la mejor opción sería que los palestinos se fuesen de Palestina, pues desde su punto de vista son ellos los que la mantienen ocupada.
Los Jóvenes de las Colinas se apoderan de la tierra sin ningún procedimiento oficial: establecen un campamento en la cima de una colina y luego reclaman la tierra cercana, ya sea cultivada por palestinos o no, y arrancan los árboles palestinos disparando al aire si algún palestino se acerca al lugar.
A estos colonos también se les acusa desde hace tiempo de llevar a cabo la "política de la etiqueta de precios", un término usado para calificar los ataques contra palestinos en venganza por la demolición de puestos de avanzada por parte del ejército israelí. También han atacado bases militares del ejército israelí.
Muchos de los Jóvenes de las Colinas sienten que el movimiento principal de colonos ha perdido el rumbo, dado que optan por adquirir viviendas baratas cerca de las principales ciudades, construidas por mano de obra árabe local, con altas vallas y sin espacio entre las casas. Los Jóvenes de las Colinas a veces se dedican a la agricultura orgánica y evitan contratar a palestinos en favor del trabajo hebreo. Se calcula que el 2,5% de los huevos consumidos en Israel se producen en los puestos de avanzada dirigidos por el líder de los Jóvenes de las Colinas, Avri Ran.
Los Jóvenes de las Colinas han sido criticados en el pasado por figuras dentro del gobierno de Israel. El exministro de Defensa Ehud Barak se refirió al grupo como un inaceptable "terrorismo casero, terrorismo hecho por judíos". Yuval Diskin, exjefe del Shin Bet (el servicio de inteligencia interior de Israel), declaró que "entre esos cientos [los jóvenes de las colinas] hay docenas que adoptan a diario diferentes niveles de violencia o de terrorismo contra las vidas y las propiedades de los palestinos. (...) Entre ellos hay docenas que estarían dispuestos a recurrir sin dudarlo a la violencia y al terrorismo contra sus hermanos judíos cuando creen que el valor de la "tierra sagrada" se está poniendo a prueba." Además, denunció que el sistema legal y judicial israelí tratan con excesiva tolerancia a los miembros de la Juventud de las Colinas, y que "tampoco es beneficioso en términos políticos el que tengamos un gobierno de partidos de derechas, que a su vez tiene detrás un lobby de derechas y un lobby rabínico, que se manifiestan inmediatamente alrededor de aquellos que son detenidos y hacen enormes esfuerzos para liberarlos".

## Ataques
La Juventud de las Colinas es conocido por profanar iglesias y mezquitas, pintar con espray mensajes de odio en propiedades palestinas y arrancar olivos centenarios de tierras palestinas.
En la localidad palestina de al-Mughayyir, los jóvenes de las colinas prendieron fuego a las viviendas, edificios y vehículos, golpearon a sus habitantes, robaron sus propiedades (incluido su ganado) y dejaron un palestino muerto. Un ataque similar tuvo lugar en junio de 2023 en Turmus Aiya, donde mataron a un palestino e hirieron a muchos más.

## Apoyo del Estado
En agosto de 2024 el jefe del Shin Bet, Ronen Bar, volvió a quejarse de que el terrorismo judío llevado a cabo por los colonos estaba poniendo en peligro al propio Estado de Israel: «el fenómeno de la Juventud de las Colinas hace mucho tiempo que se convirtió en un hervidero de violencia contra los palestinos» y explicó que este fenómeno no es simplemente violencia nacionalista porque se realiza «para sembrar el terror, es decir, es terrorismo». En su opinión, la Juventud de las Colinas se está viendo animada por «una sensación de apoyos secretos» de la policía. Bar se quejó de que «la falta de miedo a la detención administrativa por las condiciones de las que disfrutan en la cárcel y por el dinero que reciben de los diputados al salir de ella, junto con la legitimación y los halagos» contribuyen a la continuidad del movimiento.

## Miembros relevantes
Uno de los más relevantes miembros de esta Juventud de las Colinas es Meir Ettinger, hijo de Tova Kahane (hija a su vez de Meir Kahane) y Mordechai Ettinger, rabino de la yeshivá Har Hamor de Jerusalén. Ettinger residió en el puesto de avanzada de Ramat Migron, y más tarde en el puesto de avanzada de Givat Ronen, cerca del asentamiento de Har Brajá. Cuando fue deportado por orden administrativa de Cisjordania y Jerusalén, se instaló con su familia en Safed. Ha atraído a muchos seguidores y, además de hablar en público, ha realizado un blog en el sitio web "The Jewish Voice" (en hebreo: הקול היהודי, en español "La Voz Judía"). Fue arrestado por un "caso de espionaje", después de que un grupo de jóvenes colonos creasen una "sala de operaciones" para controlar los movimientos del ejército israelí y advertir así a los Jóvenes de las Colinas de las evacuaciones inminentes de sus asentamientos. Después de violar los términos de su arresto domiciliario, fue encarcelado hasta el final de su juicio, en el que fue declarado culpable por conspirar para recopilar inteligencia militar y sentenciado al tiempo ya cumplido, aproximadamente 6 meses. En agosto de 2015, después de un incendio provocado en la Iglesia de la Multiplicación de los Panes y los Peces en junio y del Crimen de Duma en julio, en el que fueron asesinados un matrimonio palestino junto con su hijo de un año y medio, Ettinger fue puesto bajo detención administrativa durante 6 meses, a la que luego se añadieron 4 meses adicionales. Durante su encarcelamiento, realizó una huelga de hambre. En junio de 2016, tras su liberación, volvió a residir en Safed con una orden administrativa que le prohíbe entrar en Cisjordania, Jerusalén y en el asentamiento de Yad Binyamin. Además, tiene prohibido por orden administrativa contactar con 92 personas.
Otro de sus líderes es Avri Ran, que en 1998 decidió reclamar para sí una colina cercana a la ciudad palestina de Nablus y al asentamiento israelí de Itamar en la Cisjordania ocupada. Se le fueron uniendo cada vez más jóvenes de las colinas, y así se creó la mayor granja ecológica de Oriente Próximo. Desde allí realiza numerosas expediciones punitivas contra las localidades palestinas cercanas aprovechando que el ejército israelí se mantiene al margen. En la ideología de Ran, los judíos son los propietarios legítimos de la "Tierra de Israel", mientras que "un árabe, al ver un judío, debe inclinar la cabeza".

## Sanciones internacionales
La Unión Europea anunció en marzo de 2024 la prohibición de entrada de colonos violentos, y el 19 de abril concretó sus sanciones en cuatro colonos más, incluido el citado Meir Ettinger, así como a la Juventud de las Colinas en su conjunto. Poco después, el 3 de mayo, también el Reino Unido anunció sanciones contra colonos, en este caso contra la Juventud de las Colinas y otros cuatro colonos extremistas. Tanto Canadá como Australia han seguido el camino de las sanciones y han incluido en su lista negra a varios miembros de la Juventud de las Colinas y al grupo en su conjunto. En octubre de 2024, Estados Unidos impuso sus propias sanciones a la Juventud de las Colinas.